# Saleemul Huq

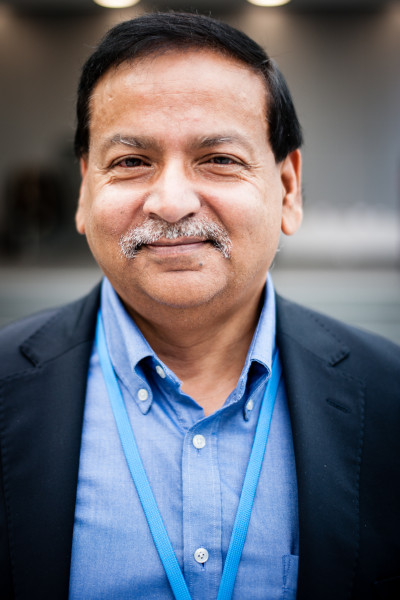
Saleemul Huq (2015)

Saleemul Huq (bengalisch সালীমূল হক Sālīmūl Hak; * 2. Oktober 1952 in Karatschi, Pakistan; † 28. Oktober 2023 in Dhaka, Bangladesch) war ein bangladeschischer Klimawissenschaftler mit Sitz in London. Er war Senior Fellow in der Climate Change Group am International Institute for Environment and Development (IIED) und Direktor des International Centre for Climate Change and Development. Für seinen Beitrag zur Entwicklung der Umwelt wurde er von der Regierung Bangladeschs mit dem National Environment Award 2020 ausgezeichnet.

## Leben und Karriere
Huq erhielt seine frühe Ausbildung in Deutschland, Indonesien und Kenia. Später erwarb er 1975 einen B.Sc. in Botanik am Imperial College der Universität London im Vereinigten Königreich und 1978 einen DIC sowie einen Ph.D. in Botanik an der gleichen Universität.
Bevor er zum IIED kam, war Huq Direktor des Bangladesh Center for Advanced Studies, das er 1984 gründete. Er war Gründungsdirektor des Internationalen Zentrums für Klimawandel und Entwicklung an der Independent University, Bangladesch. Er war an der Arbeit des Intergovernmental Panel on Climate Change beteiligt, für den er als Leitautor tätig war sowie als koordinierender Leitautor in der Arbeitsgruppe II, die sich mit Auswirkungen, Anfälligkeit und Anpassung befasst.
Huq veröffentlichte Berichte und Artikel zum Klimawandel, insbesondere zur Anpassung an die globale Erwärmung. Er war einer der Leitautoren des Kapitels über Anpassung und nachhaltige Entwicklung im Dritten Sachstandsbericht des IPCC. Er war eine der wenigen Personen, die an allen Weltklimakonferenzen teilgenommen haben.
Huq lenkte beim Klimaschutz stets den Blick auf die Entwicklungsländer. Über sein Heimatland sagte er einmal: „Die Sorge ist, dass der Klimawandel die bereits bestehenden Risiken der Nahrungsmittelknappheit, der Ernteausfälle und der Land-Stadt-Wanderung verschärfen wird. Diese Trends sind bereits im Gange und werden wahrscheinlich durch den Klimawandel negativ beeinflusst.“
Am 28. Oktober 2023 starb Saleemul Huq im Alter von 71 Jahren.

## Auszeichnungen und Anerkennung
- Burtoni Award (2007)
- National Environment Award (2020)[4]
- Officer des Order of the British Empire (2022)